# Hans von Martin
Hans Hermann Martin, ab 1907 von Martin (* 4. September 1885 im Schloss Rothenburg in Rothenburg/Oberlausitz; † 11. Mai 1973 in Arzheim) war ein deutscher Marineoffizier.

## Leben

### Herkunft und Familie
Hans von Martin kam aus einer Unternehmerfamilie. Sein Vater, Friedrich Martin († am 6. Februar 1915 in Rothenburg/Oberlausitz), war Teilhaber der Firma „Fölsch & Martin“, die Salpeterwerke in Taltal (Chile) betrieb und ein Kontor in Hamburg hatte. Sein Großvater mütterlicherseits, der Gutsbesitzer Otto Roestel, war ebenfalls unternehmerisch in der Salpeterindustrie tätig. 1882 erwarb Friedrich Martin ein Rittergut in Rothenburg an der Neiße und gründete für die Besitzung um Schloss Rothenburg gleich einen Familienfideikommiss. 1907 wurde Friedrich in den erblichen Adelsstand erhoben. Seine Mutter war Martha, geb. Röstel verstarb noch vor 1906. Seine zwei Brüder waren der deutsche Historiker und Soziologe Alfred von Martin und der Rittergutsbesitzer Fritz von Martin.

### Karriere
Martin trat am 6. April 1904 in die Kaiserliche Marine ein und wurde dort am 11. April 1905 zum Fähnrich zur See befördert. Er diente 1907 auf der Kurfürst Friedrich Wilhelm, welche Teil der deutschen Hochseeflotte war. Anfang 1908 wechselte er auf die Mecklenburg. Am 28. September 1908 erfolgte seine Beförderung zum Leutnant zur See auf der Yorck. 1910 diente er als Kompanieoffizier in der 1. Matrosendivision in Kiel. Am 29. August 1910 erfolgte seine Beförderung zum Oberleutnant zur See auf der Dresden. Ab 1913 wirkte er als Kompanieoffizier in der Matrosen-Artillerie-Abteilung in Kiautschou.
Nach Ausbruch des Ersten Weltkrieges wirkte er weiterhin in der Matrosen-Artillerie-Abteilung und zugleich als Kommandant der Tsingtauer Batterie. Im November 1914 geriet er nach der Belagerung von Tsingtau in japanische Kriegsgefangenschaft. Er kehrte nach Ende des Krieges nach Deutschland zurück und wurde dort am 30. Januar 1920 mit Patent vom 17. Oktober 1915 zum Kapitänleutnant befördert. Am 8. März 1920 schied er aus der Reichsmarine aus und übernahm den Rittergutsbesitz seines inzwischen verstorbenen Vaters.
In den 1920er emigrierte Martin zusammen mit Fritz von Bodecker, Bruder des Konteradmiral Karl von Bodecker, nach Kenia aus und betrieben dort eine große Sisalplantage. Er kehrte nach Deutschland zurück und betätigte sich als Großkaufmann und Majoratsherr auf Rothenburg. 1923 wurde er Mitglied des Schlesischen Forstvereins. Er wirkte mit seinem Bruder Fritz als Aufsichtsrat mehrerer Unternehmen.
Ab 1934 wird er als kommissarischer Landeshauptmann der Markgrafschaft Oberlausitz in der Provinz Niederschlesien und Mitglied der Generaldirektion der beiden Markgrafentümer Ober- und Niederlausitz angegeben. Diese Position führte er bis 1938 weiterhin und war zugleich einer der Landesältesten der Schlesischen Landschaft. Diese war wiederum die älteste Ritterschaftseinrichtung östlich der Elbe.
Nach Ausbruch des Zweiten Weltkrieges wurde er als Korvettenkapitän reaktiviert und wirkte bis 1941 als Stabsoffizier beim Kommandanten der Seeverteidigung Normandie, Kapitän zur See Max Fink, in Cherbourg. Danach wirkte er von November 1941 bis August 1944 als Kommandeur der Marineartillerieabteilung 266 in Le Havre und geriet in britische Kriegsgefangenschaft. 1946 zog er nach Westdeutschland, da sein Rittergut in Rothenburg im Rahmen der Bodenreform in der Sowjetischen Besatzungszone enteignet wurde.